# Peneus Patera
Peneus Patera é um vulcão no quadrângulo de Noachis, em Marte. Ele se localiza a 58.1º latitude sul e 307.5° longitude oeste, possui 	133.6 km de diâmetro e recebeu este nome em referencia a uma formação de albedo a 48º S, 290º W.

## Topografia escalopada
Peneus Patera exibe depressões de terreno escalopado. Acredita-se que as depressões sejam vestígios de um manto composto de depósitos ricos em gelo. Escalopes são criados quando o gelo sublima do solo congelado. Esse material provavelmente se precipitou da atmosfera como gelo formado com a poeira numa época em que o clima era diferente devido às mudanças na inclinação do polo de Marte. Os escalopes geralmente atingem dezenas de metros de profundidade e de centenas a milhares de metros de largura.  Eles podem ser quase circulares ou alongados.  Alguns parecem ter se mesclado, ocasionando a partir disso a formação de um terreno extenso e intensamente esburacado. O processo de formação do terreno pode começar com a sublimação de uma fenda, pois fendas poligonais são comumente encontradas onde os escalopes se formam.